# Casilda Cañas
Casilda Cañas de Cervantes fue una escritora y poetisa española del siglo XIX, natural de Murcia.
En julio de 1833, la imprenta madrileña de León Amarita le publicó la novela La española misteriosa y el ilustre aventurero, ó sean Orval y Nonui, de carácter histórico. La autora anuncia, ya desde la misma introducción, que el texto «no tiene de novela más que el nombre y algunos golpes de imaginación»:

El argumento de la presente obra, sin dejar de ser un ingenioso invento, es absolutamente verdadero: no tiene de novela más que el nombre y algunos golpes de imaginación para amenizar la lectura y dar latitud a los sentimientos de que estamos animados los españoles; estos recibirán, así lo espero, con agrado un rasgo de patriotismo en el breve resumen de los hechos principales que inmortalizan la memoria de los valientes que supieron seguir los impulsos de Orval y Nonui. Algunos de aquellos habrá que se vean retratados a sí mismos aun sin nombrarlos, y otros, cuyos nombres propios me tomo la libertad de insertar en mi obra, dispensarán esta en obsequio del espíritu que en ella me guía. Todos conociendo el deseo que me inflama, disculparán mi falta de pericia; como indulgentes compatriotas.
«Introducción»

La novela, que esconde el patriotismo bajo una capa de narración, está plagada de anagramas: si los nombres de los protagonistas lo son de «valor» y «unión», se enfrentan a personajes llegados desde Francia y con nombres como Duisoné —de «desunión»—, Dabiroc —por «cobardía»— e incluso Firusbalsiadai —de «falsa sabiduría»—. Ambientada en la guerra de la Independencia Española, en las más de doscientas páginas que componen la novela se van recogiendo los valores que la autora considera propios de los españoles.
Serrano y Sanz, en sus Apuntes para una biblioteca de escritoras españolas desde el año 1401 al 1833, hablaba de ella en los siguientes términos: «Esta novela, en la que no hay propiamente acción, se halla inspirada en un fin político: hacer resaltar las ventajas que el absolutismo llevaba al régimen constitucional. El héroe es llamado Orval (Valor), y la protagonista Nonui (Unión). Redúcese toda ella a una serie de cuadros de la guerra de la Independencia, como Zaragoza, Bailén y otros, mezclados con varias reflexiones. Es libro de pesada lectura y de escaso interés».
Escribió también una Colección de poesías, pero no se llegó a publicar, pues no consiguió el beneplácito del Consejo de Castilla, que había de dar el visto bueno a su publicación. Ante una de las reclamaciones de Cañas de Cervantes, José Gómez de la Cortina le respondía, en nombre del consejo, en los siguientes términos:

[...] no habiendo hallado entre todas las producciones que contiene una sola que pueda llamarse mediana, ha creído que corresponde tanto a la ilustración del Real Supremo Consejo de S. M. como al honor de la misma Academia reprobar absolutamente la obra entera, pues es una de las peores, si no la más mala, de cuantas se le han presentado.

Baste indicar que en dicha obra no solamente no se encuentra invención, pureza de lenguaje, propiedad y demás cualidades que debían adornarla, sino que ni aun se ven observadas las simples reglas de versificación que se aprenden en las escuelas.
Firmado el 19 de abril de 1831

Si bien Cañas de Cervantes volvió a protestar ante este veredicto, y presentó incluso otros dos manuscritos, ya corregidos, el consejo se negó.